# علي الكيار
علي الكيار تُنطق علي الگ‍يّار أحد أهم لاعبي كمال الأجسام في العراق
نشأ في مدينة الثورة (حاليا تسمى بمدينة الصدر).
بداية توجه علي الكيار لبناء الاجسام كانت عام 1953 حيث ملاكما في نادي الملك فيصل فشاهده الدكتور مطاع الدليمي مدرب بناء الاجسام نصحه بالتوجه صوب رياضة بناء الاجسام حيث قال للكيار: جسمك خُلق لبناء الاجسام وليس للملاكمة وأتوقع ان تصبح بطلا من أبطال العالم مثل البطل منتظر شرهان.
- احرز بطولة العراق المفتوحة للناشئين عام 1964.
- كما احرز بطولة العراق المفتوحة للمتقدمين عامي 1965 و1966.
- عام 1966 بدأ مسيرة الكيار عندما أحزر المركز الثالث في بطولة العالم التي اقيمت في ألمانيا الشرقية وكان الأول الأمريكي بوب جايدا والثاني المصري عبد الحميد الجندي.
- واحرز المركز الرابع في بطولة العالم عامي 1970 وثامنا عام 1971 في يوغسلافيا وسابعا في فرنسا.
- عام 1972 اقيمت بطولة العالم في بغداد واحرز علي الكيار المركز الثالث في فئة طويل القامة وكان الأول من أمريكا والثاني من إسبانيا كما شارك كل من البطل العالمي عباس الهنداوي بفئة متوسط القامة والبطل العالمي طالب شهاب وحل العراق ثالثا في الترتيب الفرقي إذ أقيمت البطولة في صالة سينما النصر ببغداد تزامنا مع بطولة آسيا.
- أضافة إلى احرازه بطولة آسيا عام 1970 في الباكستان والمركز الثاني عام 1974 في الفلبين.
- بطل العرب والشرق الأوسط اعوام 1970 ــ 1971 ــ 1972.
- بطل العراق منذ عام 1965 لغاية اعتزاله عام 1975.

## الوفاة
توفى، يوم الجمعة 5 تموز 2024 بعد معاناة كثيرة من الأمراض.